# Futaba (district)
Futaba (双葉郡, Futaba-gun) is een district van de prefectuur Fukushima in Japan.
Op 1 april 2009 had het district een geschatte bevolking van 72.279 inwoners en een bevolkingsdichtheid van 83,5 inwoners per km². De totale oppervlakte bedraagt 865,12 km².
De kerncentrales Fukushima I en Fukushima II liggen in het district Futaba. Op 11 maart 2011 werd de regio getroffen door een zware aardbeving en tsunami. Hierbij ontstonden grote problemen in de beide kerncentrales. In de centrale Fukushima I gebeurde in meerdere kernreactoren een kernsmelting.

## Dorpen en gemeenten
- Futaba
- Hirono
- Katsurao
- Kawauchi
- Namie
- Naraha
- Ōkuma
- Tomioka

Steden:
Aizuwakamatsu · Date · Fukushima (hoofdstad) · Iwaki · Kitakata · Koriyama · Minamisoma · Motomiya · Nihonmatsu · Shirakawa · Soma · Sukagawa · Tamura

Districten:
Adachi · Date · Futaba · Higashishirakawa · Ishikawa · Iwase · Kawanuma · Minamiaizu · Nishishirakawa · Onuma · Soma · Tamura · Yama
Gemeenten per district